# Ditscheid (Asbach)
Ditscheid ist ein Ortsteil der Ortsgemeinde Asbach im Landkreis Neuwied im nördlichen Rheinland-Pfalz. Der Ort ist landwirtschaftlich geprägt.

## Geographie
Der Weiler liegt im Niederwesterwald nordöstlich des Hauptortes Asbach. Im Osten grenzt Ditscheid an die Gemarkung von Hirz-Maulsbach im Landkreis Altenkirchen. Ditscheid ist nur über die Kreisstraße 63 zu erreichen, die den Ort mit dem Asbacher Ortsteil Limbach verbindet.

## Geschichte
Der Name Ditscheid als -scheid-Ort deutet auf ein hohes Alter der Siedlung hin. „dit“ wird hergeleitet aus „Diet“ oder „Diuto“, dem althochdeutschen Wort für „Volk“. Östlich des Ortes verlief die Grenze zur Grafschaft Sayn. Bei Ditscheid und dem nördlich liegenden Weiler Graben befanden sich mehrere Landwehren.
Landesherrlich gehörte Ditscheid zum Kurfürstentum Köln und zum Amt Altenwied und war Teil der „Honnschaft Limbach“. Nach einer 1660 vom Kölner Kurfürsten Maximilian Heinrich angeordneten Bestandsaufnahme hatte Ditscheid drei Höfe. 1787 wurden in Ditscheid 13 Einwohner gezählt, die in sechs Höfen lebten.
Nachdem das Rheinland 1815 zu Preußen gekommen war, gehörte Ditscheid zur Gemeinde Limbach im damals neu gebildeten Kreis Neuwied und wurde von der Bürgermeisterei Asbach verwaltet. Nach einer Volkszählung aus dem Jahr 1885 hatte Ditscheid 24 Einwohner, die in 6 Häusern lebten.
Bis 1974 war Ditscheid Teil der bis dahin eigenständigen Gemeinde Limbach. Aus ihr und den gleichzeitig aufgelösten Gemeinden Asbach und Schöneberg sowie einem Teil der Gemeinde Elsaff wurde am 16. März 1974 die Ortsgemeinde Asbach neu gebildet. 1987 zählte Ditscheid 13 Einwohner.